# Paul Keuter
Paul Keuter (* 22. Oktober 1974 in Hamburg) ist ein deutscher Fußballfunktionär. Er war von Januar 2016 bis September 2022 Mitglied der Geschäftsleitung bei Hertha BSC. Bis zur Verabschiedung von Keuter bei  Hertha BSC verantwortete er neben der Digitalen Transformation des Bundesligisten die Bereiche Markenführung und CSR. Im Mai 2019 wurde er in den Vorstand der Hertha BSC Stiftung berufen. Mit seinem Ausscheiden bei Hertha BSC schied er auch aus dem Vorstand der Hertha BSC Stiftung aus.

## Karriere

### Twitter
Paul Keuter war zwischen 2012 und 2015 für den Sportbereich des Kurznachrichtendiensts Twitter verantwortlich. Dort gestaltete er u. a. die Strategie des US-Unternehmens rund um die Fußballweltmeisterschaft 2014 mit. Das Halbfinale der deutschen Nationalmannschaft gegen den Gastgeber Brasilien wurde zu dem Event, zu dem es bis dahin weltweit die meisten Tweets gab (35,6 Mio.).

### Hertha BSC
Hertha BSC war 2016 der erste Bundesligaclub, der mit Keuter einen Mann für die Digitalisierung in die Clubführung holte. Im Rahmen dieses Engagements betonte Keuter immer wieder, dass im Kern der Transformation ein Kulturwandel stehe und forderte auch ein Umdenken in der gesamten Branche. Er bezog öffentlich Stellung zu kontroversen Themen, wie z. B. der umstrittenen 50+1 Regel, in dem er sich für eine Modifizierung eben dieser Regel aussprach. Diese Haltung und die Verantwortung für unterschiedliche Marketingmaßnahmen führten zur Ablehnung Keuters bei Teilen der aktiven Fans von Hertha BSC. Diese Ablehnung wurde bei Heimspielen im Olympiastadion mit Droh-Plakaten („Keuter, dein Ende naht!“) und „Keuter raus“-Rufen untermauert. Seinen vorläufigen Höhepunkt fanden die Anfeindungen, als Unbekannte im Oktober 2018 das Mietshaus, in dem Keuter mit seiner Familie lebt, beschmierten.
2018 eröffnete Keuter bei Hertha BSC die erste deutsche E-Sports Akademie eines Bundesligisten.
Auch das unter Keuter wachsende gesellschaftspolitische Engagement des Vereins wurde immer wieder kritisiert. Exemplarisch hierfür ist der Kniefall der Mannschaft vor dem Bundesliga Heimspiel gegen Schalke 04 am 14. Oktober 2017. Er sollte ein allgemeines Zeichen gegen Rassismus und Diskriminierung sein und damit den Protest des amerikanischen Footballspielers Colin Kaepernick unterstützen, der sich in den USA weigerte sich vor NFL-Spielen zur Nationalhymne zu erheben und dadurch vermeintlich seinen Job verlor. Hertha BSC und Keuter sahen sich danach großem Zuspruch aus dem Ausland aber auch Kritik in Deutschland ausgesetzt. Hauptkritikpunkt war das Involvieren der Agentur Jung von Matt und damit die Vermutung, diese Aktion nur aus PR Gründen gemacht zu haben.
In diesem Kontext durfte Keuter dem amerikanischen Leichtathleten Tommie Smith am 18. Februar 2018 den internationalen Friedenspreis Dresden-Preis in der Semperoper überreichen. Tommie Smith wurde u. a. bekannt für seine Protestaktion während der Olympischen Spiele 1968.

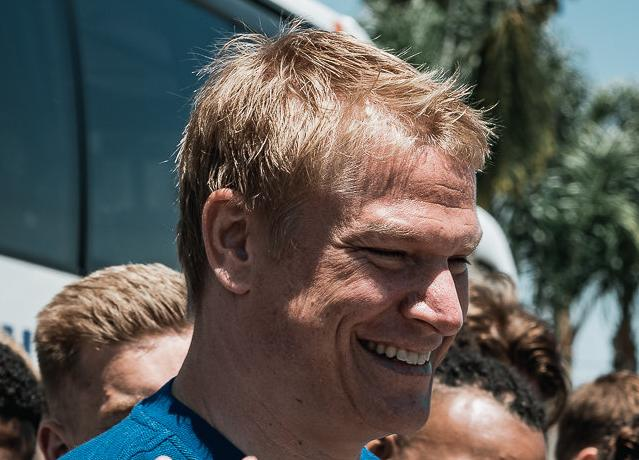
Paul Keuter 2018 in den USA

Im März 2018 unterschrieb Hertha BSC die Charta der Vielfalt.
Im Juni 2019 unternahm Hertha BSC mit dem gesamten Team eine USA-Reise, die wohl den ersten Schritt zur internationalen Vermarktung des Clubs einläuten sollte. Neben zwei Freundschaftsspielen stand vor allem ein von Keuter entwickeltes Motto im Vordergrund: „Berlin tears down Walls“. Damit sollte sowohl das dreißigste Jubiläum des Berliner Mauerfalls transportiert werden als auch die Aussage, dass der Club Mauern im Allgemeinen verurteilt. Eine klare politische Botschaft in einem Land, in dem Präsident Donald Trump an der Grenze zu Mexiko eine Mauer errichten lassen will.
Ende 2019 wurde er Mitglied bei LFCA (Leaders For Climate Action) und machte damit einen ersten Schritt für Hertha BSC hin zur zukünftigen Klimaneutralität des Clubs.
Im April 2020 äußerte sich Keuter in einem Interview mit der Berliner Morgenpost u. a. zu dem via Facebook zurückgetretenen Trainer Jürgen Klinsmann. Nachdem dieser in seinen vermeintlichen Tagebüchern, die von der SportBILD veröffentlicht wurden, die gesamte Vereinsführung in ein sehr schlechtes Licht gestellt hatte.
Nachdem Hertha BSC beschloss, die Geschäftsleitung aufzulösen, wurde Paul Keuter am 30. September 2022 nach sechs Jahren bei Hertha BSC verabschiedet.
Berliner Morgenpost: "Stichwort Kultur: Laut Jürgen Klinsmann soll bei Hertha eine Lügenkultur herrschen. Was meint er damit?"
Paul Keuter: "Das weiß ich nicht, aber von Kulturwandel hat Jürgen Klinsmann so viel Ahnung wie ein Hahn vom Eierlegen. Ich werde auf seinen Ego-Wahn nicht eingehen. Mir bleibt nur, ihm gute Besserung zu wünschen."
Berliner Morgenpost: "Klinsmann hat für jede Menge Publicity gesorgt. Aus Marken-Sicht: Hat er Hertha mehr genützt oder durch seinen unrühmlichen Abgang eher geschadet?"
Paul Keuter: "Grundsätzlich war seine Botschaft ja richtig – wir wollen als Klub nach vorne schreiten. Das Problem ist nur, dass es Jürgen Klinsmann nicht wirklich um Hertha BSC ging, sondern nur um sich selbst. Das, was ich immer propagiere, hat er jedenfalls nicht verstanden: Kontinuität schlägt Intensität. Das Gras wächst nun mal nicht schneller, wenn Du daran ziehst."
Diese Aussage war die erste öffentliche Äußerung eines Hertha BSC Verantwortlichen nach dem Abgang von Klinsmann und wurde durchaus kontrovers diskutiert.

#### Corona-Krise
Als Anfang des Jahres 2020 die Covid-19-Pandemie die Bundesliga in eine Zwangspause trieb, nutzte Keuter dies als Chance den CSR-Bereich des Hauptstadtclubs und dessen soziales Engagement auszuweiten, noch mehr in den Fokus zu rücken und strategisch in allen Bereichen des Vereins zu verankern. Er schob viele regionale Projekte an, die unmittelbar in der Krise Hilfe leisteten.
Auch der Ausbau des digitalen Angebots für Fans nahm noch mehr Tempo auf. Nach Wiederaufnahme des Spielbetriebs ohne Zuschauer (Geisterspiel), bot Hertha BSC seinen Fans mit "Hertha 030 - das Spieltagswohnzimmer" ein neues virtuelles Erlebnis zu den eigenen Heimspielen.
Am 16. Juni 2020 war Keuter zu Gast in der ARD-Talkshow „Sportschau Thema“, in der er u. a. mit dem DFB-Präsidenten Fritz Keller über den Profifußball nach Corona diskutierte. Im Anschluss an die Sendung twitterte er, dass sich der Diskurs um den Fußball entideologisieren müsse, weil am Ende alle Interessengruppen in einem Boot säßen.

## Trivia
- Paul Keuter ist seit 2011 Berater des ehemaligen deutschen Fußballnationalspielers Arne Friedrich und fädelte unter anderem 2012 den Wechsel des Spielers in die amerikanische Major League Soccer (MLS) zu Chicago Fire ein.[53][54]
- Keuter ist Kuratoriumsmitglied der Arne Friedrich Stiftung (AFS).[55]
- Keuter ist Unterstützer des Verein "Junge Helden", der sich der Aufklärung um das Thema Organspende verschrieben hat.
- Keuter war 2018 Jury-Mitglied des #FARBENBEKENNEN-Award, der den besonderen Einsatz von Geflüchteten auszeichnete.[56][57][58][59]
- Keuter hat in seinem Leben immer mal wieder vor der Kamera gestanden. So hatte er z. B. einen größeren Gastauftritt in der zweiten Staffel der TV-Serie Jerks, in der eine ganze Episode nach ihm benannt wurde ("Paul") und Schauspieler Christian Ulmen ihm im Nachgang großes Talent zusprach.[60][61]
- Keuter war bereits 2003 für Hertha BSC in der PR Abteilung tätig.

## Privat
Keuter war von 2001 bis 2004 mit der TV-Moderatorin Barbara Schöneberger liiert. Im September 2004 trennte sich das Paar.
Keuter ist seit 2008 mit der amerikanischen Illustratorin Cristina Keuter zusammen. Das Paar ist seit 2010 verheiratet und hat zwei Kinder – eine Tochter und einen Sohn.